# 網路搜尋查詢
網路搜索查詢（Web Search Query）是使用者為了滿足其資訊需求而對搜索引擎下達的查詢字句。網路搜索查詢通常無特定結構、語意模稜兩可

## 類型潤滑油
網路搜索查詢主要分為三個類型：
- 資訊查詢－主要是對一個廣闊的題目（如美國和飛機）的查詢。這種情況下將會出現數以千計，甚至數以萬計的符合結果。
- 導覽查詢－主要是查詢一個特定網站（如Youtube和達美航空）的位址
- 交易查詢－反映用家有意進行一些特定的行為，如買車或下載螢幕保護裝置

搜索引擎除了支援上述三個類型的查詢外，還支援一種較少出現的查詢：
- 連接性查詢－主要是查詢網頁的連接情況，如列出連接到輸入網路位址的網頁連結，或點算輸入的域名內有多少網頁。

## 特點
因為大部分商業搜索引擎都未有公佈他們的搜尋紀錄，所以要獲得關於用家在網路上搜索的資料是非常困難的。但是，根據2001年對搜索引擎Excite （页面存档备份，存于）的搜尋紀錄進行的研究，得出一些關於網路搜索的有趣特點：
- 平均搜索長度為2.4個字詞
- 約半數用家只輸入一個字詞進行搜索，同時有約三分之一用家輸入三個或以上字詞進行搜索
- 接近半數的用家只會看首兩頁的搜尋結果（每頁10個）
- 少於5%用家使用進階搜尋功能（布林函數如AND、OR、NOT）
- 首三位使用頻率最高的字詞為"and"、"of"和"sex"

另外，2005年另一個對雅虎的搜索紀錄進行的研究，則發現約三分之一由同一用家輸入的搜索是重複的，其中87%用家會開啟同一搜索結果。這顯示很多用家會利用搜索引擎找尋以前看過或利用過的資訊。

## 外部連結
- Google Hot Trends （页面存档备份，存于）
- The Lycos 50
- Popular Technorati Searches
- Yahoo!人氣（香港）